# Rapidan Camp
Rapidan Camp, ou Camp Hoover, est une maison américaine située dans le comté de Madison, en Virginie. Construite par Herbert Hoover et sa femme Lou Henry Hoover en 1929, elle leur sert de maison de campagne pendant la présidence de Herbert Hoover. Protégée au sein du parc national de Shenandoah à compter de 1935, elle est inscrite au Virginia Landmarks Register depuis le 16 février 1988 et au Registre national des lieux historiques depuis le 7 juin 1988, date à laquelle elle est aussi classée National Historic Landmark. On y accède depuis la Skyline Drive via la Rapidan Fire Road.